# Farkas Ferenc (politikus)
Bisztrai Farkas Ferenc (Marosvásárhely, 1903. november 4. – Budapest, 1966. január 22.) banktisztviselő, politikus, újságszerkesztő és kiadó, Nagy Imre kormányának tagja, a Nemzeti Parasztpárt első számú gazdasági szakértője, 1945–1949 között számos jelentős gazdasági poszt betöltője.

## Életpályája
Megnemesített zsidó fakitermelő család leszármazottja. Apja biztrai Farkas Herman, marosvásárhelyi gyáros, nagybirtokos, anyja Tischler Mária. Farkas Hermann, valamint fivérei Farkas Márton, Farkas Imre, Farkas Samu, valamint Farkas Alfréd 1910. október 5-én magyar nemességet szereztek adományban, valamint családi címert, és a "bisztrai" nemesi előnevet I. Ferenc József magyar királytól. Farkas Ferenc az elemit és a középiskola alsóbb osztályait szülővárosában, majd 1916-tól Budapesten folytatta, ahol 1921-ben érettségizett és itt tanult a műegyetemen, közgazdász szakon. Tanulmányai végeztével banktisztviselőként helyezkedett el. Egyik alapítója volt 1937-ben a Márciusi Frontnak, majd 1939-ben a Nemzeti Parasztpártnak. 1938 és 1944 között a Szabad Szó szerkesztőjeként és kiadójaként dolgozott. 1939-ben kötött házasságot F. Györffy Anna (1915–2006) grafikusművésszel.
1945 és 1949 között tagja volt az Ideiglenes Nemzetgyűlésnek, majd az Országgyűlésnek. A Parasztpártban különböző tisztségeket töltött be, tagja volt a vezető testületeknek. Eleinte a kommunistáktól független baloldali irányvonalat képviselt és támogatott, később Erdei Ferenc politikájának támogatója lett. 1945–1949 között az Országos Földhitelintézet elnök-vezérigazgatói posztját is betöltötte. 1945-től az Országos Gazdasági Tanács, 1947-től a Tervgazdasági Tanács, 1948-tól pedig a Magyar Nemzeti Bank Főtanácsának tagja és még számos jelentős gazdasági pozíció betöltője (pl. az Országos Munkabér-megállapító tanács elnöke). Az 1949-es választás előtt, alatt és után rendezett tisztogatások olyannyira megrémítették, hogy 1950-ben az üldöztetéstől tartva öngyilkosságot kísérelt meg. Ugyan egészségkárosodás nélkül túlélte, mégis egészen 1953-ig betegállományban maradt. Ezen év júliusában az Országos Takarékpénztáron belül működő Pedagógusok és Tanulók Takarékpénztárának lett a vezetője. 1956 kora őszén ismét bekapcsolódott a közéletbe és a Hazafias Népfront tagja lett.
Az 1956-os forradalom alatt részt vett a Nemzeti Parasztpárt újjáalakításában Petőfi Párt néven. 1956. november 1-jén a Petőfi Párt főtitkára lett, és államminiszterként, Bibó Istvánnal együtt bekerült Nagy Imre kormányába. Részt vett a többpárti, 1956. december 8-i memorandum megírásában, amelyet a moszkvai indiai nagykövetnek juttattak el. 1957. május 9-én lemondott pártfőtitkári tisztségéről, mert világossá vált számára, hogy az állampárton kívül más pártok nem működhetnek az országban. Az OTP-ben betöltött tisztségéről 1958-ban nyugdíjaztatta magát, ami után haláláig teljesen visszavonultan élt.